# Gripsholm (zámek)
Zámek Gripsholm (švédsky: Gripsholms Slott) je zámek v Mariefredu (Södermanland) ve Švédsku, je považován za jednu z nejvýznamnějších a nejlepších švédských historických památek. Nachází u jezera Mälaren na jihu středního Švédska, v obci Strängnäs, asi 60 km západně od Stockholmu.

## Historie
V místech dnešního zámku postavil kolem roku 1380 královský rada a družinník, držitel rozsáhlých území Bo Jonsson Grip hrad. Název je složeninou jeho jména a výrazu holm - ostrov, na němž byla stavba vybudována. Hrad byl v rukou jeho rodu až konfiskace zámků a hradů švédským králem Gustavem I. v roce 1526. Král nechal pevnost strhnout a na jejím místě nechal k obranným účelům postavit opevněný zámek s kruhovými nárožními věžemi. Z původního středověkého hradu zůstalo jen průčelí zdi.
Od dob krále Gustava I. Vasy patřil Gripsholm švédské královské rodině a byl využíván jako její sídlo až do roku 1713. V letech 1563 až 1567 tu král Erik XIV. Švédský věznil svého nevlastního bratra Jana a jeho choť Kateřinu Jagellonskou. Bylo to také jedno z míst, kde byl vězněn král Erik, když jej Jan svrhl. Na hradě se narodil 20. června 1566 Janův syn Zikmund, pozdější král Polska a Švédska.
V letech 1713 až 1773 zámek opět sloužil jako vězení, poté jej král Gustav III. s pomocí své manželky Žofie Magdaleny obnovil jako královské sídlo. V té době bylo také v jedné z věží vybudováno zámecké divadlo. Roku 1809 tu byl po převratu internován svržený švédský král Gustav IV. Adolf.
V letech 1889 až 1894 prošel hrad rozsáhlou a kontroverzní rekonstrukcí podle návrhu architekta Fredrika Lilljekvista, během níž byly odstraněny mnohé stavební prvky pocházející ze 17. a 18. století. Největší změnou bylo přidání třetího patra, plánovaná demolice křídla se naštěstí neuskutečnila.

## Současnost
Nyní je v hradě muzeum otevřené pro veřejnost. K vidění jsou četná umělecká díla. V části zámku se nachází Národní sbírka portrétů (Statens porträttsamlingar), jedna z nejstarších sbírek portrétů na světě, která obsahuje více než 2000 obrazů.